# Campillo de Aranda
Campillo de Aranda település Spanyolországban, Burgos tartományban. Campillo de Aranda Aranda de Duero, Fuentespina, Milagros, Torregalindo, Hontangas, Haza és Castrillo de la Vega községekkel határos. Lakosainak száma 171 fő (2024).

## Népesség
A település népessége az utóbbi években az alábbiak szerint változott:
| Lakosok száma | 180  | 186  | 190  | 203  | 194  | 176  | 173  | 182  | 169  | 171  |
|               | 2001 | 2004 | 2006 | 2009 | 2011 | 2014 | 2016 | 2019 | 2021 | 2024 |